# Carlos Silva (Bischof)

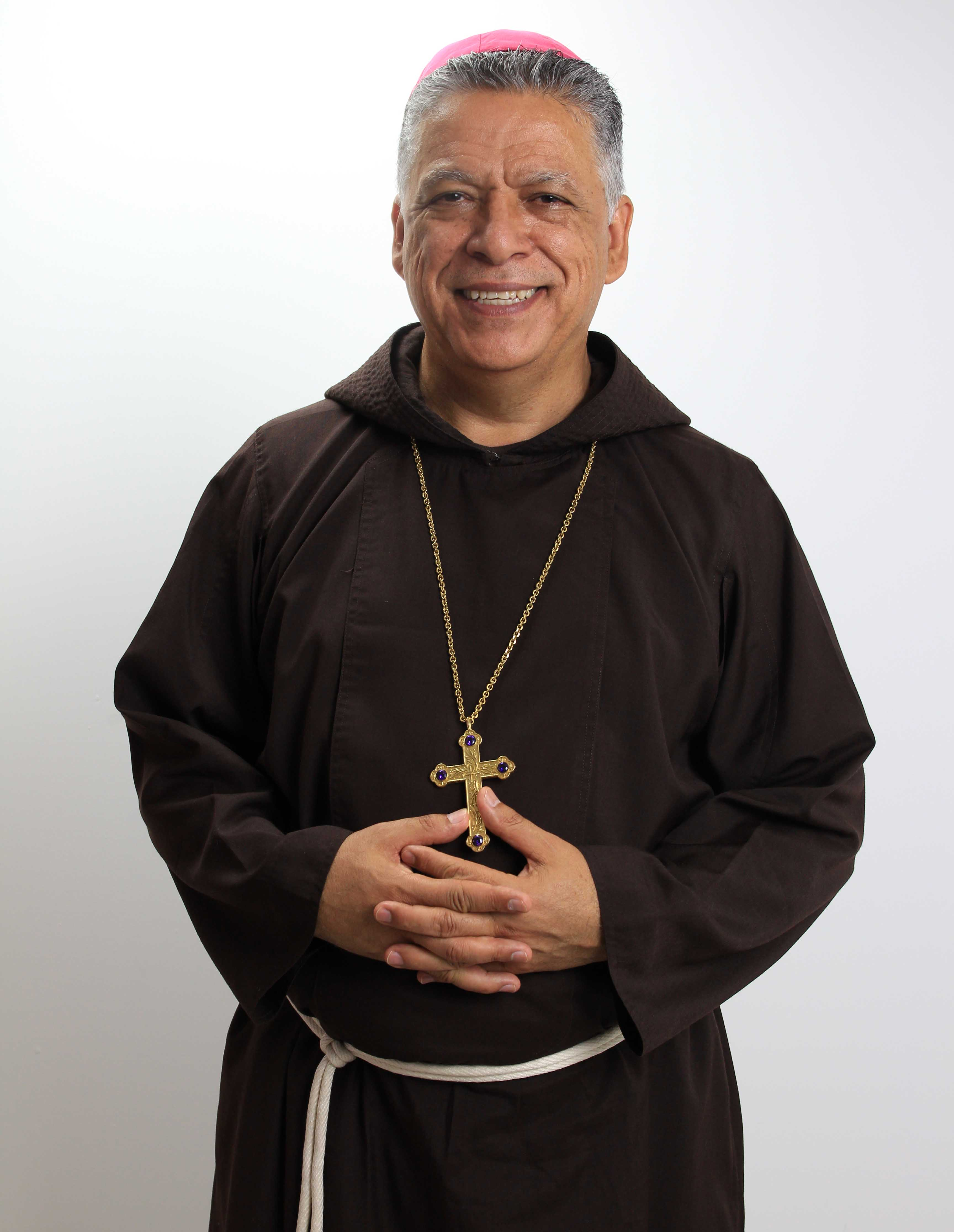
Carlos Silva, 2020

Bischofswappen von Carlos Silva

Carlos Silva OFMCap (* 5. Dezember 1962 in Andradina, Bundesstaat São Paulo) ist ein brasilianischer römisch-katholischer Ordensgeistlicher und Weihbischof in São Paulo.

## Leben
Carlos Silva trat 1984 der Ordensgemeinschaft der Kapuziner bei. Von 1984 bis 1986 studierte Silva Philosophie am Seminário Seráfico São Fidélis in Piracicaba und anschließend Katholische Theologie an der Pontifícia Universidade Católica de Campinas. Am 10. Januar 1988 legte Silva im Konvent Sagrado Coração de Jesus in Piracicaba die zeitliche Profess ab und am 12. Oktober 1991 im Konvent Nossa Senhora Aparecida in Nova Veneza die ewige Profess. Der Bischof von Carolina, Marcelino Correr OFMCap, weihte ihn am 1. Dezember desselben Jahres in der Pfarrkirche São Francisco de Assis in Nova Veneza zum Diakon. Am 1. August 1992 empfing Silva in der Pfarrkirche Imaculada Conceição in Birigui durch den Bischof von Lins, Irineu Danelón SDB, das Sakrament der Priesterweihe.
Zunächst war Carlos Silva Pfarrvikar der Pfarrei São Francisco de Assis in Nova Veneza. 1995 absolvierte er einen Kurs in franziskanischer Spiritualität am Centro de estudios franciscanos y pastorales para América Latina (CEFEPAL) in Petrópolis. Von 1996 bis 2004 war Silva als Koordinator für die Berufungspastoral und die missionarische Pastoral in der Ordensprovinz São Paulo seiner Ordensgemeinschaft tätig. Im Februar 2004 wurde Silva als Missionar nach Mexiko entsandt, wo er bis 2011 in der Berufungspastoral wirkte. Daneben war er von 2004 bis 2007 Pfarrvikar der Pfarrei Nuestra Señora de Guadalupe in Yécora und von 2007 bis 2008 Novizenmeister. Ferner war Silva von 2008 bis 2013 Novizenmeister für das Post-Noviziat und von 2009 bis 2013 Guardian des Konvents San Pío de Pietrelcina in Monterrey. 2013 war Silva kurzzeitig Pfarrer der Pfarrei Santísima Trinidad in Ciudad Benito Juárez, bevor er nach Brasilien zurückkehrte. Dort wurde er Provinzialminister der Ordensprovinz Imaculada Conceição seiner Ordensgemeinschaft mit Sitz in São Paulo. Ab September 2018 war Silva Generalrat der Kapuziner in Rom.
Am 16. Dezember 2020 ernannte ihn Papst Franziskus zum Titularbischof von Summula und zum Weihbischof in São Paulo. Der Erzbischof von São Paulo, Odilo Kardinal Scherer, spendete ihm am 13. Februar 2021 in der Catedral da Sé die Bischofsweihe; Mitkonsekratoren waren der emeritierte Bischof von Carolina, José Soares Filho OFMCap, und der Erzbischof von Paraíba, Manoel Delson Pedreira da Cruz OFMCap. Sein Wahlspruch Domini sumus („Wir gehören dem Herrn“) stammt aus Röm 14,8 . Als Weihbischof ist Silva zudem Bischofsvikar für die Region Brasilândia und zuständiger Bischof für das Diözesanpastoralsekretariat.